# Шалутское сельское поселение
Шалутское се́льское поселе́ние (бур. Шулуутын hомон) — муниципальное образование в Тарбагатайском районе Бурятии Российской Федерации.
Административный центр — село Солонцы.

## История
Статус и границы сельского поселения установлены законом Республики Бурятии от 31 декабря 2004 года № 985-III «Об установлении границ, образовании и наделении статусом муниципальных образований в Республике Бурятия».

## Население
| 2002  | 2011  | 2012  | 2013  | 2014  | 2015  | 2016  |
| ----- | ----- | ----- | ----- | ----- | ----- | ----- |
| 1164  | ↘1108 | ↗1116 | ↘1111 | ↗1115 | ↗1128 | ↘1123 |
| 2017  | 2018  | 2019  | 2020  | 2021  | 2023  | 2024  |
| ↗1153 | ↘1134 | ↘1117 | ↘1082 | ↘1053 | ↘1025 | ↘1021 |

## Состав сельского поселения
| № | Населённый пункт | Тип населённого пункта       | Население |
| - | ---------------- | ---------------------------- | --------- |
| 1 | Кардон           | село                         | ↘164      |
| 2 | Саратовка        | село                         | ↘210      |
| 3 | Селенга          | село                         | ↗99       |
| 4 | Солонцы          | село, административный центр | ↘642      |